# Rodney Monroe
Rodney Eugene Monroe (Baltimora, 16 aprile 1968) è un ex cestista statunitense, professionista nella NBA, in Europa e in Australia.

## Caratteristiche tecniche
Guardia nera di 192 centimetri, era un tiratore micidiale dotato di ottima tecnica. La dedizione al lavoro è stata una costante nella sua carriera, unita alla grande fede in Dio.

## Carriera
Dopo aver frequentato l'high school presso la sua Baltimora, approda alla North Carolina State University, di cui diventa uno dei giocatori più rappresentativi di sempre e detiene tuttora il record di punti segnati con 2551.
Qui trova il playmaker italo-americano Chris Corchiani, con il quale costituiva la formidabile accoppiata "Fire and Ice". Le loro due maglie (Rodney indossava la numero 21) sono state ritirate in segno di tributo, e sono oggi esposte all'interno del palazzetto americano. Nel 1991 è stato eletto miglior giocatore Atlantic Coast Conference, segnando 27 punti di media a partita.
Ciò è servito a fargli valere la chiamata NBA dagli Atlanta Hawks, disputandovi 38 partite nella stagione 1991-92.
La stagione successiva inizia a girare per il mondo accettando l'offerta australiana dei Canberra Cannons, per un bottino di 25,3 punti a gara. Dopo un'annata in patria con i Rochester Renegades (campionato CBA), fa nuovamente le valigie per emigrare in Israele giocando nell'Hapoel Giv'at.
Nel 1995-96 lo ritroviamo ancora nel campionato CBA con la maglia dei Florida Beachdogs, salvo poi trasferirsi a Cipro nel Keravnos Nicosia, annata seguita da un'esotica tappa nel campionato filippino.
Approda per la prima volta in Italia nel campionato 1998-99 vestendo la casacca della Carne Montana Forlì e disputando il campionato di serie A2.
Monroe continua la sua esperienza italiana con il triennio (dal 1999-00 al 2001-02) passato al Fabriano Basket, risultando uno dei giocatori più amati di sempre dai tifosi biancoblu e risultando protagonista della promozione in serie A.
L'avventura italiana continua a Roseto, sempre nella massima serie, con cui gioca anche la ULEB Cup, anche se nel precampionato subisce un infortunio che lo tiene fermo tre mesi.
Nel novembre 2003 Rodney è di scena con i Crabs Rimini, disputando il campionato di Legadue e venendo confermato anche per la stagione successiva. Le sue due ultime esperienze da giocatore riguardano il campionato spagnolo, accettando nel dicembre 2005 il contratto degli spagnoli del Plasencia Galco (campionato Liga Española de Baloncesto). Prima del ritiro c'è ancora tempo per un breve ritorno a gettone in Legadue, giocando nel gennaio 2007 con la Pepsi Caserta.
Oggi Monroe continua ad essere presente nel mondo del basket, lavorando in patria per l'agenzia di giocatori Interperformances.

## Palmarès
- McDonald's All-American Game (1987)
- CBA Newcomer of the Year (1994)

## Record in Serie A
- Punti - 41 (2 volte)
- Tiri da due realizzati - 11 (4 volte)
- Tiri da due tentati - 19 contro Castelmaggiore
- Tiri da tre realizzati - 8 (2 volte)
- Tiri da tre tentati - 15 contro Livorno
- Tiri liberi realizzati - 13 (4 volte)
- Tiri liberi tentati - 16 contro Jesi
- Rimbalzi Offensivi - 5 (2 volte)
- Rimbalzi difensivi - 9 contro Napoli
- Rimbalzi totali - 11 contro Napoli
- Assist - 6 contro Pesaro
- Palle recuperate - 8 (2 volte)
- Minuti giocati - 48 contro Napoli